# Peji
Peji (auch Peji Villa Arrien) ist eine Ortschaft im Departamento Santa Cruz im Tiefland des südamerikanischen Anden-Staates Bolivien.

## Lage im Nahraum
Peji ist zentraler Ort im Kanton Peji im Landkreis (bolivianisch: Municipio) La Guardia in der Provinz Andrés Ibáñez. Die Gemeinde liegt auf einer Höhe von 480 m in der weiten Schwemmlandebene, die vom Río Piraí (25 km) im Westen und dem Río Grande (35 km) im Osten geschaffen worden ist. Nächstgelegene Ortschaft ist Pedro Lorenzo in einer Entfernung von vier Kilometern westlich von Peji. In östlicher Richtung in einer Entfernung von etwa sechs Kilometern befindet sich das Dünengelände Lomas de Arena, ein durch die IUCN als Landschaftsschutzgebiet ausgewiesenes Wanderdünen- und Seengebiet.

## Geographie
Peji liegt östlich der Cordillera Oriental am Rande des bolivianischen Tieflandes. Die Region weist ein semihumides schwülfeuchtes Tropenklima auf mit geringen Tages- und Nachtschwankungen der Temperaturen.
Die Jahresdurchschnittstemperatur beträgt 24 °C (siehe Klimadiagramm Santa Cruz), die monatlichen Durchschnittswerte schwanken zwischen 20 °C im Juni und Juli und 26 °C von Oktober bis Dezember. Der jährliche Niederschlag in der Region liegt bei etwa 1000 mm, einer kurzen Trockenzeit von Juli bis August mit Monatsniederschlägen von nur 30 bis 40 mm steht eine ausgedehnte Feuchtezeit gegenüber, in der von Dezember bis Februar die Monatswerte zwischen 135 und 160 mm liegen.

## Verkehrsnetz
Peji liegt in einer Entfernung von 28 Straßenkilometern südlich von Santa Cruz, der Hauptstadt des gleichnamigen Departamentos.
Von Santa Cruz führt die asphaltierte Fernstraße Ruta 9 in südlicher Richtung über die Städte Kilómetro Doce und El Carmen an Pedro Lorenzo vorbei nach Peji und weiter nach Süden über Basilio, Mora, Cabezas, Abapó, Ipitá und Villamontes nach Yacuiba an der bolivianischen Grenze zu Argentinien.

## Bevölkerung
Die Einwohnerzahl des Ortes war in den vergangenen beiden Jahrzehnten gewissen Schwankungen unterworfen:
| Jahr | Einwohner | Quelle       |
| ---- | --------- | ------------ |
| 1992 | 378       | Volkszählung |
| 2001 | 547       | Volkszählung |
| 2012 | 371       | Volkszählung |

Aufgrund der historisch bedingten Zuwanderung von Agrarbevölkerung im 20. Jahrhundert weist die Region einen gewissen Anteil an indigener Bevölkerung auf: Im Municipio La Guardia sprechen 17,1 Prozent der Einwohner die Quechua-Sprache.